# Muhsin Musabah
Muhsin Musabah Faraj (arabe : محسن مصباح فرج) (né le 10 janvier 1964 à Charjah) est un joueur de football des Émirats arabes unis. Il a joué en tant que gardien de but de l'équipe nationale de football également disputé dans la Coupe du monde 1990 et a joué un grand rôle dans la qualification pour ce tournoi. Il est considéré comme le meilleur gardien de but de son pays de tous les temps. 

## Club
- 1984-2002 : Sharjah SC ( Émirats arabes unis)

## Sélections
- 105 matchs et 0 but avec l'équipe des EAU de 1988 à 1999.